# Le Feu dans la peau
Pour plus de détails, voir Fiche technique et Distribution.
Le Feu dans la peau est un film français, réalisé par Marcel Blistène, sorti en 1954.

## Synopsis
Thérèse, vendeuse dans un supermarché, rencontre et épouse un jeune campagnard qui fait son service militaire. Installés dans la ferme de Louis Rabou et de son frère Célestin, Louis se révèle rapidement alcoolique, violent et volage. Amant de nombreuses femmes et de la bonne Julia. Un soir, Louis est retrouvé mort d'une chute dans les rochers. La gendarmerie conclut à un accident. Célestin prend en quelque sorte la place de son frère, tombant amoureux de Thérèse et devenant l'amant de Julia.
Un soir arrive Pierre Vauboin, un mauvais mais charmant garçon, ancien camarade de régiment de Louis. Thérèse devient sa maitresse et ils vont s'installer en ville où Pierre est bientôt arrêté et emprisonné pour trafic de devises. Poussée par la jalousie, Julia répand le bruit que la mort de Louis ne serait pas accidentelle.

## Fiche technique
- Titre : Le Feu dans la peau
- Réalisation : Marcel Blistène, assisté de Gabriel Aloisi et Maurice Cartier
- Scénario : Marcel Blistène, d'après le roman de René Bragard, La Pierre aux Ardents (éditions Denoël)
- Dialogues : René Bragard
- Décors : Fred Marpaux, assisté de Guigand
- Photographie : Jean Isnard, assisté de Jean Charvein
- Opérateur : Noël Martin
- Musique : Jean Marion (éditions : Élysée Mélody)
- Montage : Jacques Mavel, assisté de Janine Verneau
- Son : Julien Coutellier
- Mixage : Jacques Carrère
- Script-girl : Alice Ziller
- Maquillage : Monique Archambault
- Coiffure : Alex Archambault
- Photographe de plateau : Marcel Dole
- Idées cinématographiques : Jean Bardou
- Régisseur : Michel Choquet
- Régisseur extérieur : Maurice Jumeau
- Tournage du 6 avril au 28 mai 1954 dans les studios Photosonor à Courbevoie
- Sociétés de production : S.L.P.F, Lutétia, Sonodis, Isis Film
- Chefs de production : Georges Sénamand et Bernard Roland
- Directeur de production : Pierre Audouy
- Producteur délégué : Albert Mazaleyrat
- Distribution : Sofradis
- Enregistrement Western Electric
- Matériel Chevereau
- Tirage : Laboratoire L.Y.C
- Trucage : Tadié Cinéma
- Pays :  France
- Format : Noir et blanc - 1,37:1 - 35 mm - Son mono
- Genre : Drame
- Durée : 107 minutes
- Date de sortie : 
  - France - 26 novembre 1954
- Visa d'exploitation : 14625

## Distribution
- Gisèle Pascal : Thérèse Rabou, la femme, puis veuve, de Louis
- Raymond Pellegrin : Célestin Rabou, le frère de Louis
- Philippe Lemaire : Pierre Vauboin un ami de Louis et amant de Thérèse
- Nadine Basile : Julia la bonne des "Rabou"
- Michel Ardan : Louis Rabou, le mari alcoolique de Thérèse
- Suzy Prim : Maria, la vendeuse de parfum et habituée du bistrot
- Georgette Anys : La veuve Barrot
- Paul Demange : Soignes, un habitant du village
- Lucien Guervil : Le maire du village
- Christian Lude : Le gendarme du village
- Jacques Morlaine : Maître Lawcot, l'avocat de Pierre
- Charles Bouillaud : Eugène, le patron du bistrot
- Georges Bever : Un paysan du village
- Liliane Ernout : La copine
- Juliette Brac
- Marc Monjou

## Contentieux administratif lié au film
Ce film est l'objet d'un célèbre arrêt du Conseil d'État, l'arrêt Société Les films Lutétia du 18 décembre 1959. Par un arrêté pris le 3 décembre 1954, le maire de Nice, Jean Médecin, avait interdit la projection du film, jugé immoral, sur le territoire de sa commune, en raison des potentiels troubles à l'ordre public qu'il pouvait susciter.
Après que le tribunal administratif de Nice a rejeté le recours en excès de pouvoir dirigé contre cette décision, par un jugement du 11 juillet 1955, la Société Les films Lutétia s'est pourvu en appel devant le Conseil d'État. Ce dernier a alors décidé « qu’un maire, responsable du maintien de l’ordre dans sa commune, peut donc interdire sur le territoire de celle-ci la représentation d’un film auquel le visa ministériel d’exploitation a été accordé mais dont la projection est susceptible d’entraîner des troubles sérieux ou d’être à raison du caractère immoral dudit film et de circonstances locales, préjudiciable à l’ordre public. ».